# Post (route)
Een post is een gematigde tot diepe pass route in American football, gelopen door een receiver. Volgens de route loopt de receiver 7 tot 10 yards rechtdoor waarna hij plots insnijd naar het midden van het veld toe onder een hoek van ongeveer 45 graden richting de doelpalen (goalposts) toe.